# 罗伯特·法纳姆
罗伯特·法纳姆（英語：Robert Farnam，1877年6月11日—1939年1月10日），美国男子赛艇运动员。他曾代表美国参加1904年夏季奥林匹克运动会赛艇比赛，获得男子双人单桨无舵手金牌。